# Dicranomyia hemimelas
Dicranomyia hemimelas là một loài ruồi trong họ Limoniidae. Chúng phân bố ở miền Australasia.